# Vauxhall Motors

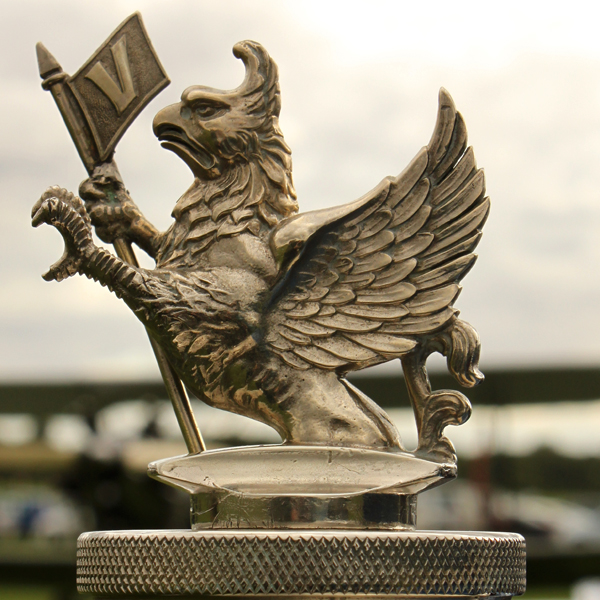
Vauxhall Griffin Vauxhall D-type (1920)

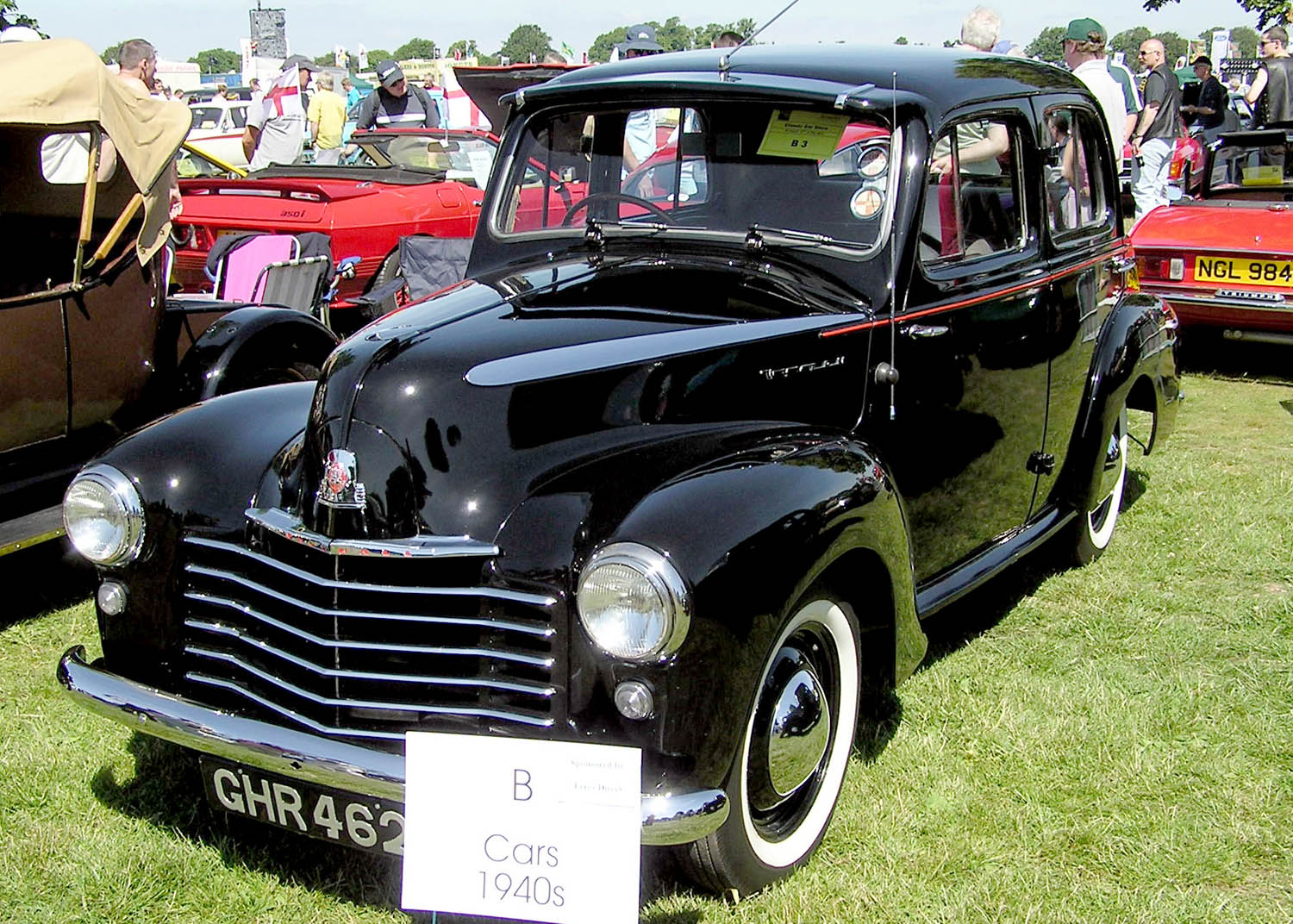
Vauxhall Wyvern 1956 год

Vauxhall Motors (русск. — «Воксхолл Моторс»; в оригинальном прочтении h не читается — /ˈvɒksɔːl/) — автомобильная фирма в Великобритании, подразделение концерна Stellantis.

## Происхождение названия
Название фирмы сложилось от названия района Воксхолл на берегу реки Темза, где было имение англо-норманского военачальника Фокса де Бреоте в начале XIII века. Первоначально это место называли Фоксхолл (англ. Faulk’s Hall — букв. «Дом Фокса»), а потом это название стали записывать как Воксхолл (англ. Vauxhall).

## Основание компании
Александр Уилсон основал фирму в этом районе в 1857 году для производства двигателей паровых судов и буксиров для Темзы. В качестве эмблемы компании был выбран грифон с герба Фокса де Бреоте. Грифон, символ Vauxhall, — существо с головой и крыльями орла и телом льва, мифический зверь, обозначал силу и бдительность.
Через 46 лет, в 1903 году эта компания, уже переименованная в «Воксхолл Айрон Уоркз Компани» («Vauxhall Iron Works Company»), построила свой первый автомобиль. Спустя два года фирма переехала в Лутон.

## Настоящее время

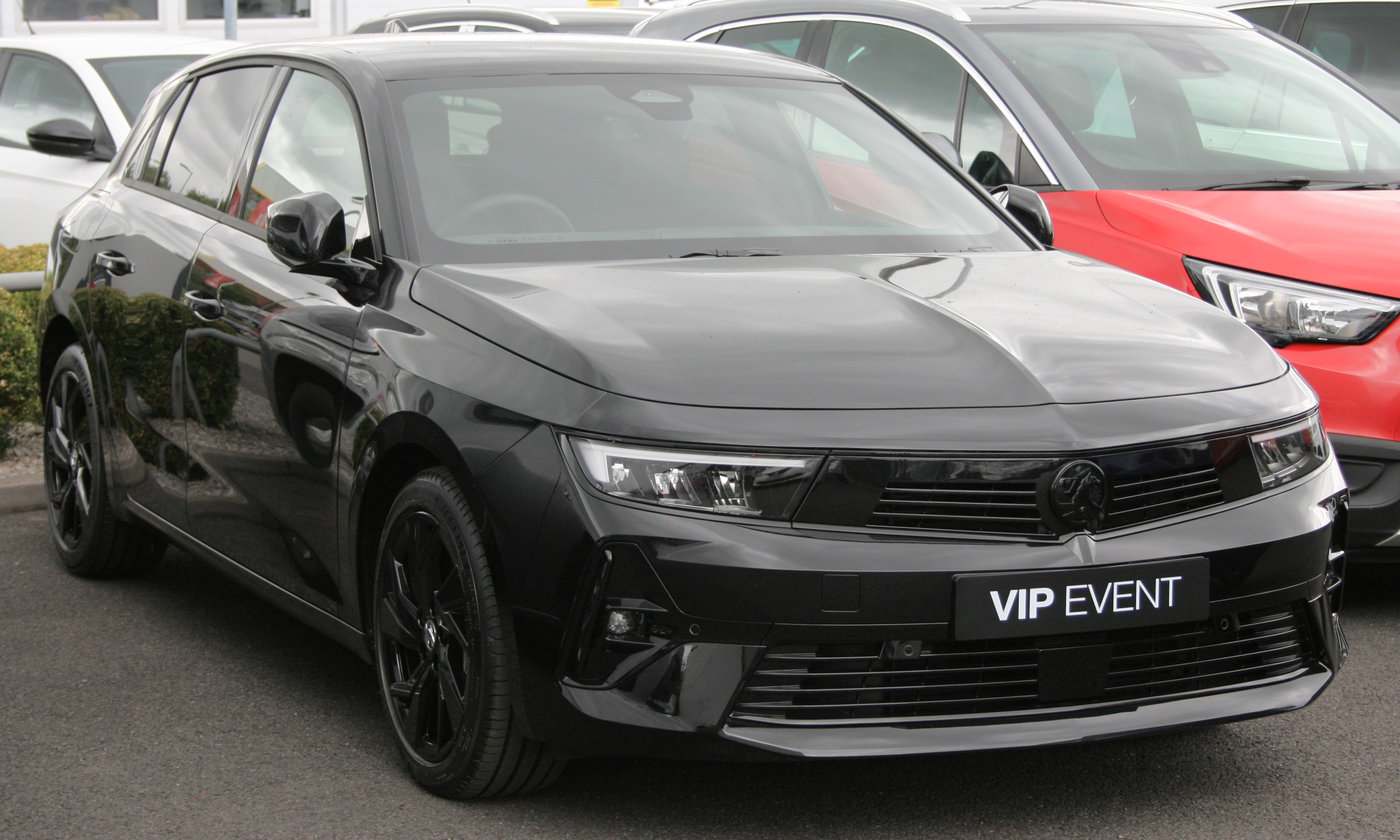
Vauxhall Astra (2022)

В середине XX века компания Vauxhall связала свою деятельность с немецким производителем автомобилей — фирмой Opel, после чего марка использовалась для продающихся в Великобритании машин Opel. Также под этой маркой реализуются автомобили австралийской марки Holden (Commodore и Ute).
В марте 2017 года компания General Motors объявила о продаже Opel и Vauxhall группе PSA (объединение Peugeot и Citroen).